# Lynk & Co 03 TCR
A Lynk & Co 03 TCR modellt a svéd Cyan Racing fejlesztette, amely a Volvo fejlesztéseit is végezi – 2017-ben például megnyerték a WTCC-t –, amely akárcsak a Lynk & Co, a kínai Geely cégcsoport alá tartozik. A versenyautót az utcai modellre építették, a Lynk & Co 03-ra, ami a Csengtui Autószalonon mutatkozott be.

## Története
A fejlesztési munkálatokat Csangcsiakouban végezték. 2018 októberében megerősítették, hogy az autóval a 2019-es esztendőben a WTCR-ben kívánnak indulni, ezzel pedig az első kínai márka lett, amely a Nemzetközi Automobil Szövetség által szervezett világszériában szerepelt.
Első alkalommal 2018 novemberében tesztelte az autót Thed Björk Svédországban és Portugáliában. 2019-re egyedül a WTCR-re fókuszáltak és csak oda szállítottak autókat. 2019. szeptemberében azonban bejelentették, hogy az ügyfelek számára is lehetővé válik a modellekből való rendelés. 2020-ra a kínai TCR-bajnokságba a Shell Teamwork csapata meg is vette a márka autóit, 2021-re pedig az STCC-be is megvették az első modellt, emellett debütáltak a frissen megalakuló Dél-amerikai TCR-bajnokságban is. 2021 nyarán pedig az autó versenyzésben elért sikereire való tisztelet jeléül kiadtak egy különleges utcai változatot is, ami a Lynk & Co 03+ Cyan Edition megnevezést kapta.
2022. augusztus 4-én, néhány nappal a 2022-es WTCR szezon 7. versenyhétvégéjének kezdete előtt a csapat bejelentette, hogy kivonul a szériából, mert álláspontjuk szerint az egész szezont érintő gumiabroncs problémákat a széria promótere nem tudta orvosolni. Erre még ugyanazon a napon a széria is reagált sajtóközlemény formájában. A csapat egyébként már az azt megelőző, 6. versenyhétvégén is visszalépett a részvételtől, miután az olaszországi Vallelungában rendezett versenyek felvezető köreinek végén egyaránt a bokszutcába hajtott az öt kék versenyautó.

## Sikerei

### Egyéni
| Európa | Európa              | Európa           | Európa |
| Év     | Bajnokság           | Versenyző        | Forrás |
| ------ | ------------------- | ---------------- | ------ |
| 2020   | WTCR                | Yann Ehrlacher   | [ 17 ] |
| 2021   | WTCR                | Yann Ehrlacher   | [ 18 ] |
| Ázsia  |                     |                  |        |
| Év     | Bajnokság           | Versenyző        | Forrás |
| 2020   | Kínai TCR-bajnokság | Ma Csing-hua     | [ 19 ] |
| 2021   | Kínai TCR-bajnokság | Csang Csi-csiang | [ 20 ] |

### Csapat
| Év     | Bajnokság           | Csapat                          | Forrás |
| Európa | Európa              | Európa                          | Európa |
| ------ | ------------------- | ------------------------------- | ------ |
| 2019   | WTCR                | Cyan Racing Lynk & Co           | [ 21 ] |
| 2020   | WTCR                | Cyan Racing Lynk & Co           | [ 22 ] |
| 2021   | WTCR                | Cyan Racing Lynk & Co           | [ 23 ] |
| Ázsia  |                     |                                 |        |
| 2021   | Kínai TCR-bajnokság | Shell Teamwork Lynk & Co Racing | [ 23 ] |

## Külső hivatkozások
- A Lynk & Co honlapja
- A Lynk & Co 03 TCR a Cyan Racing honlapján
- A Geely Group Motorsport honlapja
- A Lynk & Co 03 TCR a TCR-Series honlapján